# Храм Успіння Пресвятої Богородиці (Гундоровський)
Храм Успіння Пресвятої Богородиці (рос. Храм Успения Пресвятой Богородицы)  — православний храм Шахтинської єпархії, Донецьке благочиння, Московського Патріархату Російської Православної Церкви в селищі Гундоровский, в 2004 році включеному до складу міста Донецька Ростовської області.

## Історія
Храм Шахтинської єпархії, Донецьке благочиння, Московського Патріархату Російської Православної Церкви в колишньому селищі Гундоровский названий в честь свята Успіння Пресвятої Богородиці. Необхідність у будівництві храму в станиці Гундоровская виникла після перенесення станиці на правий берег річки Сіверський Донець. Внаслідок розливу річки існуючий дерев'яний храм на честь Архангела Михаїла затоплялся водами річки. Новий храм на правому березі річки було вирішено будувати кам'яним у візантійському стилі. 
12 листопада 1852 року імператор Микола I затвердив проект храму. На будівництво передбачалося витратити 32 107 рублів сріблом.
4 червня 1853 року було освячено місце для церкви. У цьому ж році розпочалося будівництво храму. Через вісім років храм був побудований і освячений. 13 червня 1861 року на престол у вівтарі Успіня Божої матері були покладені антимінси, 14 липня антимінси покладені в прибудові святителя Митрофана. Освятити третій престол на честь Архангела Михаїла не встигли.
Будівництво храму обійшлося в 38 500 рублів, створення іконостасу було оцінено в 10 тисяч рублів. Із дерев'яного храму в новий перенесли кілька церковнослужебных книг: Тріодь цвітна 1695 року, Тріодь пісна 1699 року, Минея місячна 1724 року, Октоїх 1727 року.
В 1911 році в храмі проводився капітальний ремонт, були прибудовані з північної та південної сторін тамбури, встановлено парове опалення. 
У роки радянської влади храм закривався під зерносховище, в 1943 році знову було відкрито. У 2008 році під опікою протоієрея Володимира Гладишева храм був відновлений і знову відремонтований. З 1987 по 2007 рік в храмі встановлювалися дзвони, замінені купола, проведено ремонт фасаду, встановлено газове опалення.
Успенська православна церква з дзвіницею (Храм Успіння Пресвятої Богородиці) є об'єктом культурної спадщини регіонального значення.
- | Зовнішні зображення | Зовнішні зображення     |
| ------------------- | ----------------------- |
|                     | Купол Успенської церкви |

До наших днів зберігся різьблений іконостас гундоровской святині — один з найстаріших і найкрасивіших на Дону.
Піклувальником спорудження іконостасу був священик Яків Семенов. Також свій внесок у спорудження іконостасу внесли: станичний отаман урядник Герасимов, хорунжі Афанасій Анікін, Попов Степан, Гаврило Єршов, Олексій Харитонов, Степан Шевирьов, Семен Давидов, козаки: Григорій Борисов, Філіп Скляров, Олексій Кондратьєв.
Успенська церква одна з 84 діючих храмів на Донський землі, яка вціліла у роки гонінь. Сучасна настінна живопис належить талановитим художникам Р. Д. Старих і С. Н. Міщук. Ліхтарі і металева храмова двері виготовлені за ескізами художника Старих Р. Д. Донецькому екскаваторному заводі.
На задньому дворі Храму розташовані поховання полковника Георгія Георгійовича Власова, архидьякона Василя Андрійовича Протапопова, ієромонаха Митрофанов, який помер у 2008 році.
Храмові свята: Успіння Пресвятої Богородиці — 28 серпня, Святителя Митрофанов Воронезького — 6 грудня.
Адреса храму: Ростовська область, р. Донецьк, вул. Радянська, 52.

## Фотогалерея (Храм Успіння Пресвятої Богородиці)

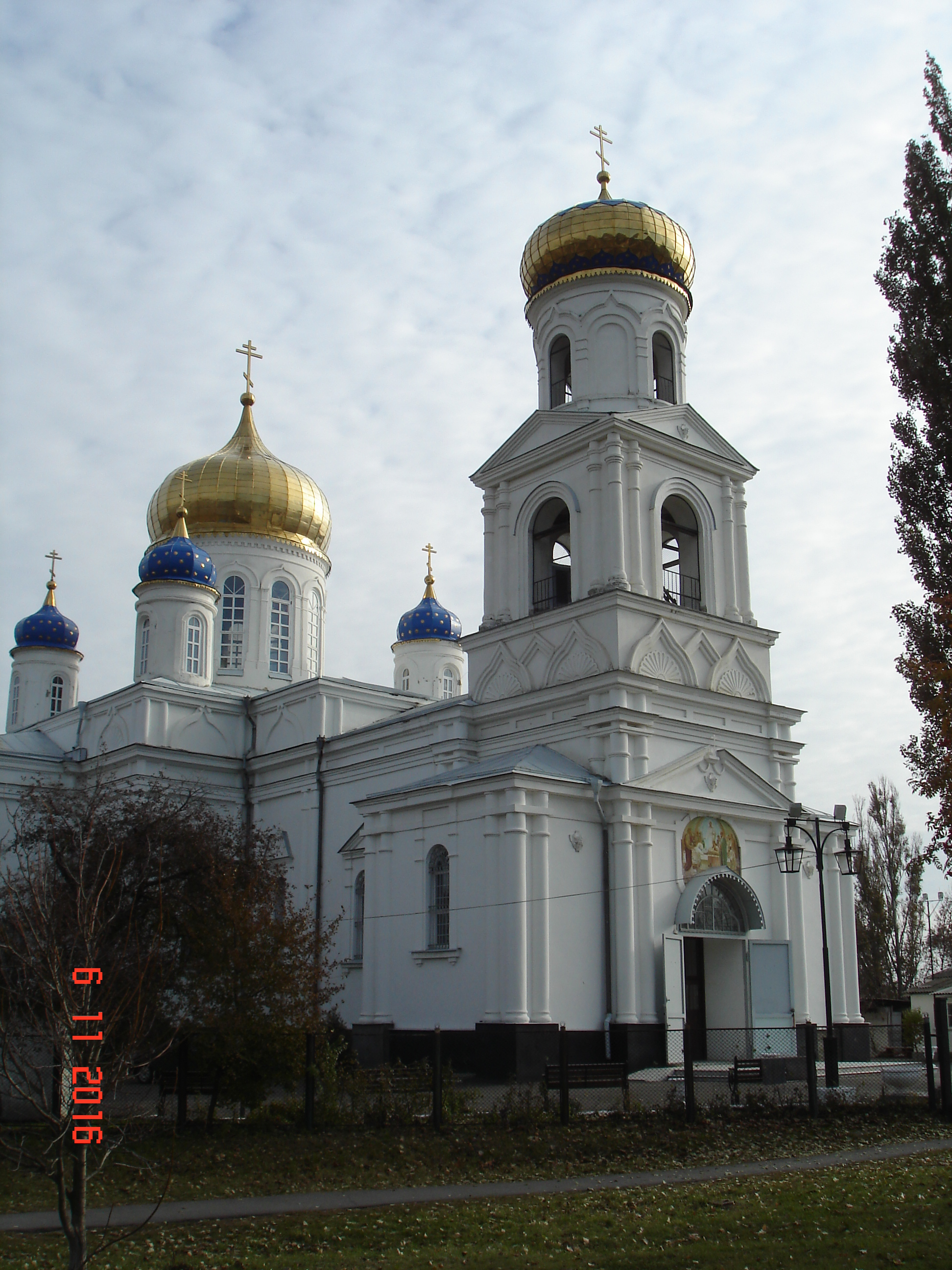
Гундоровка, Храм Успіння Пресвятої Богородиці
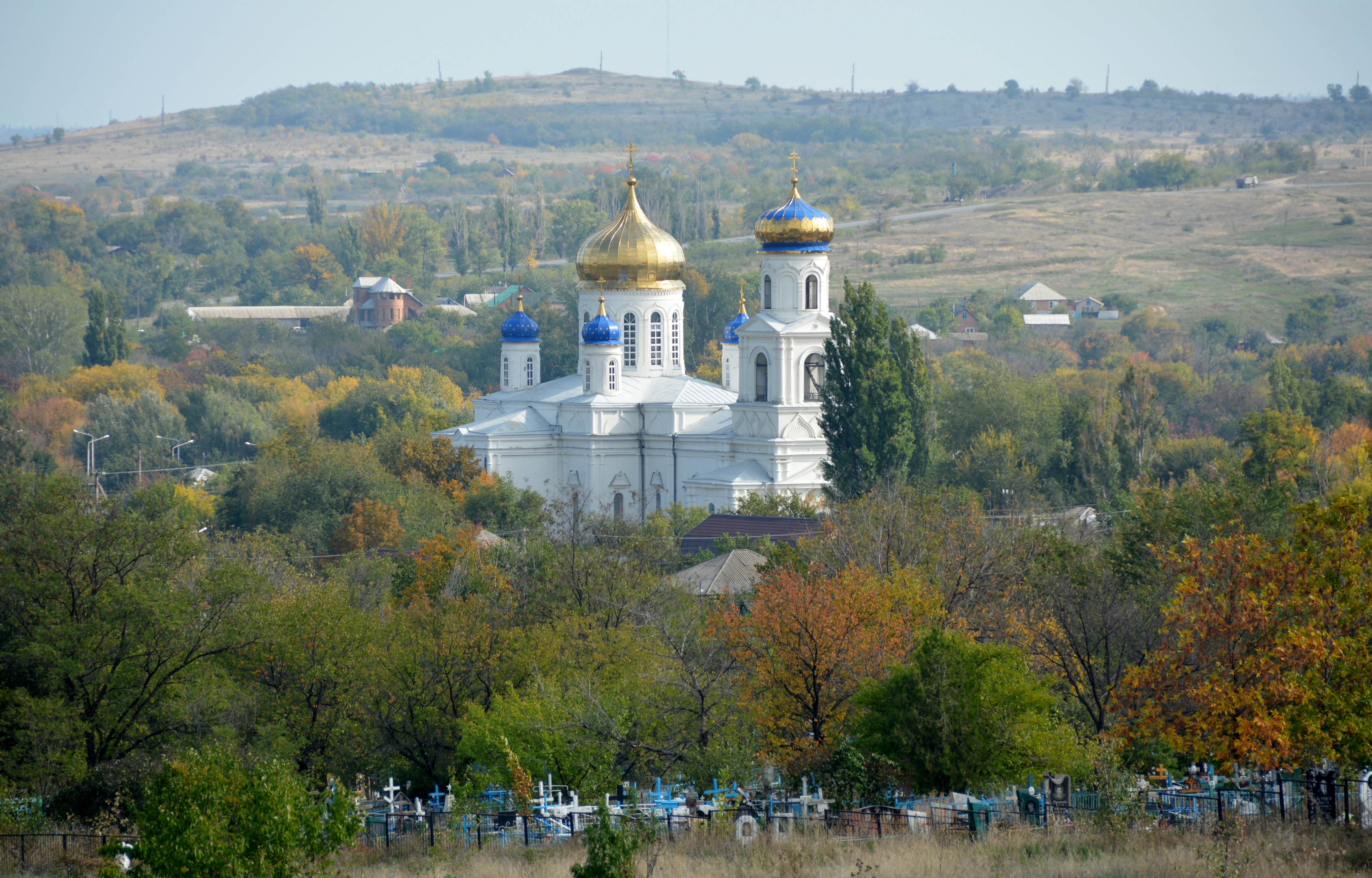
Загальний вигляд восени
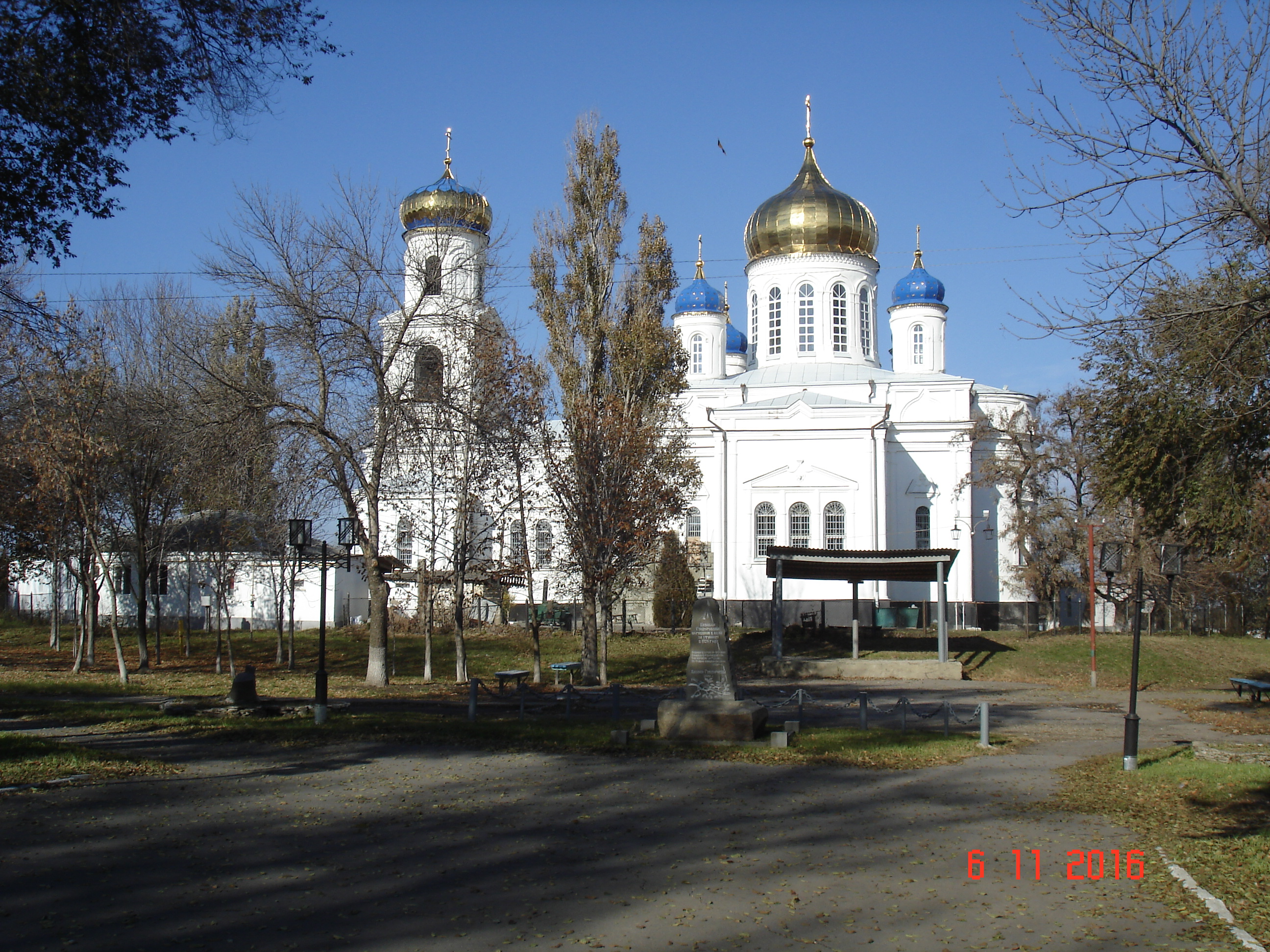
Храм Успіння Пресвятої Богородиці
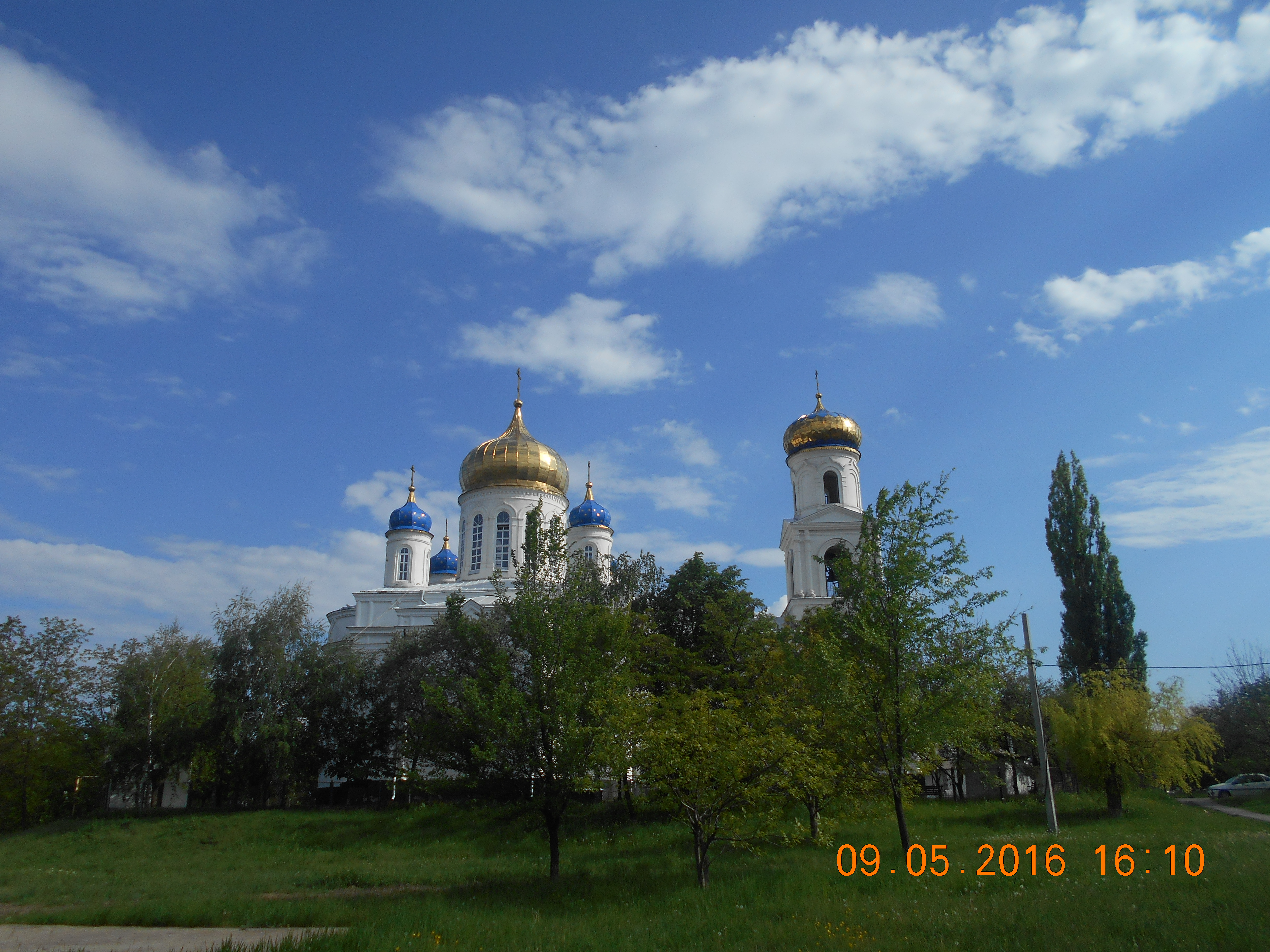
У 2016 році гундоровскому храму Успіння Пресвятої Богородиці виповнилося 155 років
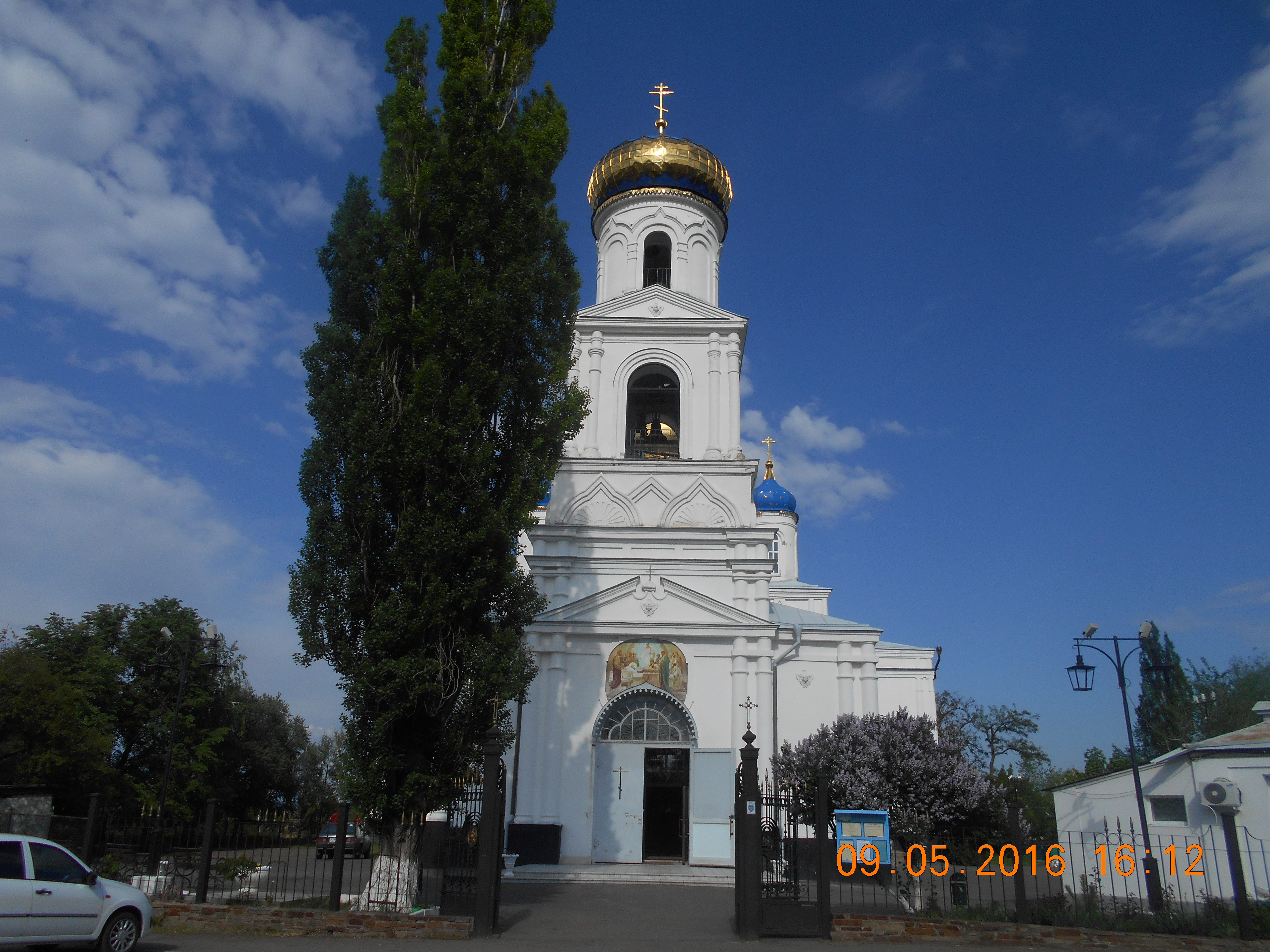
Храм Успіння Пресвятої Богородиці (р. Донецьк, Ростовська область)
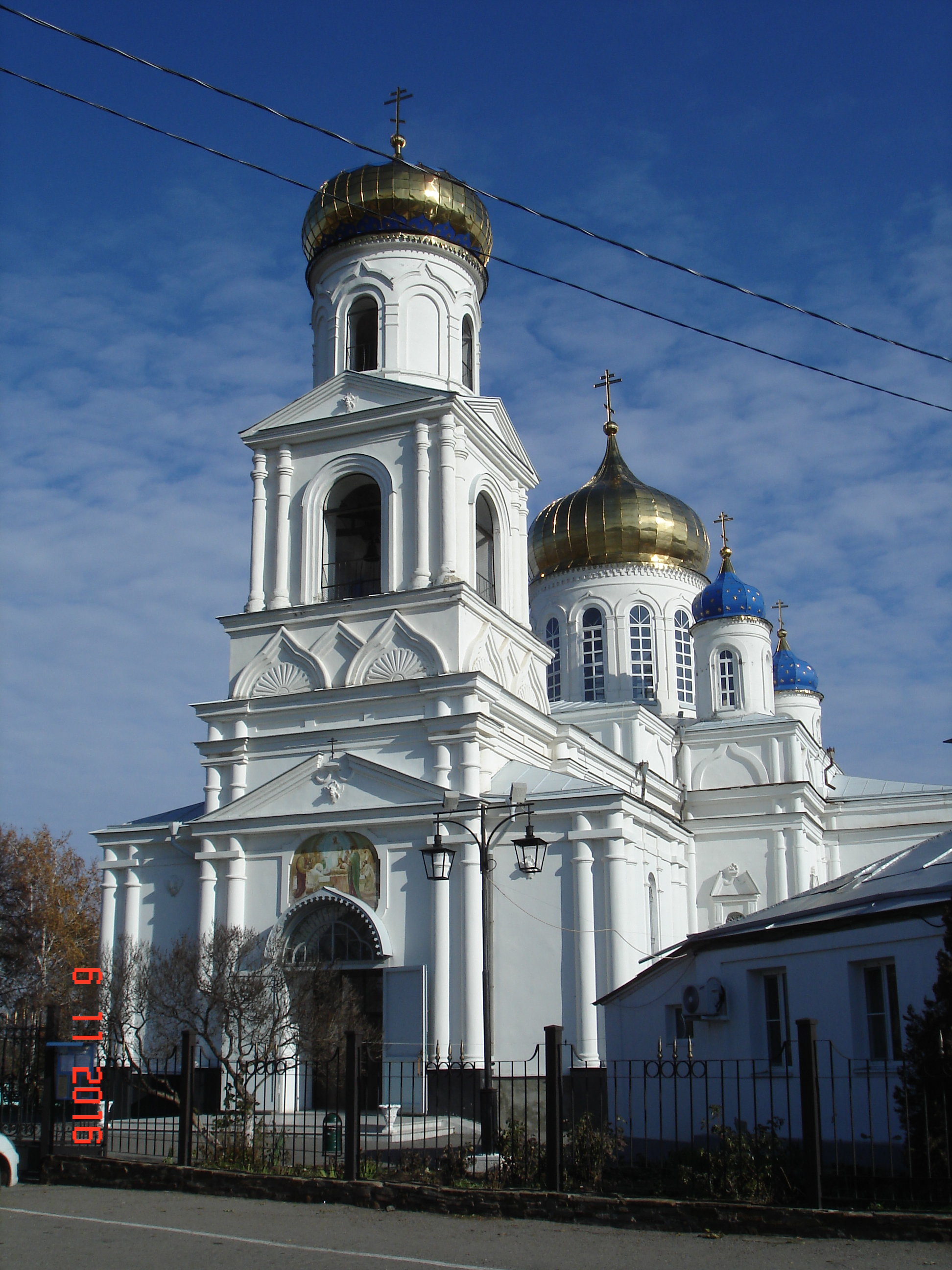
Храм Успіння Пресвятої Богородиці (Гундоровка)